# Teufelskamp
Le Teufelskamp est une montagne qui s’élève à 3 511 m d’altitude dans les Hohe Tauern, en Autriche.